# Beton.Hofi
Beton.Hofi, pseudonimo di Ádám Schwarcz (Budapest, 23 luglio 1991), è un rapper e attore ungherese.

## Biografia
Beton.Hofi ha esordito nell'industria discografica con l'album in studio Comic Sins, premiato con un Fonogram Award e certificato quadruplo platino dalla Magyar Hangfelvétel-kiadók Szövetsége. Il disco successivo Playbánia, che contiene la hit numero uno nonuplo platino Bagira, si è fermato sul podio della Album Top 40 slágerlista, ottenendo la certificazione di sestuplo platino con oltre 24 000 unità equivalenti e fruttandogli un secondo premio Fonogram. Beton.Hofi è stato candidato per l'MTV Europe Music Award al miglior artista ungherese in due occasioni.
Il terzo LP 0, certificato platino, è uscito nel marzo 2024, ha esordito direttamente al vertice della classifica nazionale ed è finito in lizza per il Fonogram Award all'album o registrazione ungherese dell'anno – rap/hip hop. Anche Frida Kahlo, inciso assieme ai Carson Coma, è stato candidato per un riconoscimento al prestigioso premio musicale ungherese.

## Discografia

### Album in studio
- 2021 – Comic Sins
- 2022 – Playbánia
- 2024 – 0

### Singoli
- 2020 – Közel-kilét-Európa
- 2020 – Plasztik poharak
- 2020 – Powerbank
- 2020 – Pesti istenek
- 2021 – Hard Reset (con Hundred Sins)
- 2021 – Balkaan Freestyle
- 2022 – Dohánybolt
- 2022 – Bagira (con Hundred Sins)
- 2023 – Óceán (con Anubiis)
- 2023 – Motel (con Toldyuuso)
- 2023 – Nullaközöd/Tükörterem
- 2024 – Holnap megállnak az órák/16 tonna fehér hó
- 2024 – Frida Kahlo (con i Carson Coma)
- 2025 – Be vagyok zárva
- 2025 – Pokol
- 2025 – Angyalok

## Filmografia
- Koller Éva bátorsága, regia di Bálint Szentgyörgyi (2018)
- Pulzaar, regia di Miki Háromöthét (2023)
- Hanna & Flóra, regia di Márton Nagy (2023)
- Jackpot, regia di Márk Makkai (2023)
- Cicaverzum, regia di Rozália Szeleczki (2023)